# Wereldkampioenschappen schaatsen afstanden 2024
De wereldkampioenschappen schaatsen afstanden 2024 werden gehouden van donderdag 15 tot en met zondag 18 februari 2024 in de Olympic Oval in Calgary, Canada. Het was de 23e editie van de WK afstanden en na de editie van 1998 de tweede WK afstanden in Calgary.

## Toewijzing
De volgende plaatsen/ijsbanen hebben een bid ingediend om het WK afstanden 2024 te mogen organiseren:
| Land             | Plaats              | IJsbaan                       | Capaciteit |
| ---------------- | ------------------- | ----------------------------- | ---------- |
| Canada           | Calgary             | Olympic Oval                  | 3.900      |
| Noorwegen        | Hamar               | Vikingskipet                  | 8.578      |
| Polen            | Tomaszów Mazowiecki | Ice Arena Tomaszów Mazowiecki | 2.600      |
| Verenigde Staten | Salt Lake City      | Utah Olympic Oval             | 4.000      |

Op 3 juni 2021 heeft de ISU bekendgemaakt dat het WK afstanden 2024 is toegewezen aan Calgary, Canada.

## Programma
| Datum                 | Vrouwen                                                                          | Mannen                                                                          |
| --------------------- | -------------------------------------------------------------------------------- | ------------------------------------------------------------------------------- |
| donderdag 15 februari | 20:30 - 3000 m vrouwen 23:27 - Teamsprint vrouwen                                | 21:41 - 5000 m mannen 23:44 - Teamsprint mannen                                 |
| vrijdag 16 februari   | 20:30 - Ploegenachtervolging V 21:37 - 500 meter vrouwen                         | 20:55 - Ploegenachtervolging M 22:16 - 500 meter mannen                         |
| zaterdag 17 februari  | 20:30 - ½ Finale massastart V 22:03 - 1000 m vrouwen 23:44 - Finale massastart V | 21:18 - ½ Finale massastart M 22:48 - 1000 m mannen 00:05 - Finale massastart M |
| zondag 18 februari    | 20:00 - 5000 m vrouwen 23:08 - 1500 m vrouwen                                    | 21:05 - 10.000 m mannen 00:03 - 1500 m mannen                                   |

## Medaillewinnaars

### Vrouwen
| Onderdeel     | Kampioen       | Tweede             | Derde              |
| ------------- | -------------- | ------------------ | ------------------ |
| 500 m         | Femke Kok      | Kim Min-sun        | Kimi Goetz         |
| 1000 m        | Miho Takagi    | Han Mei            | Jutta Leerdam      |
| 1500 m        | Miho Takagi    | Han Mei            | Joy Beune          |
| 3000 m        | Irene Schouten | Isabelle Weidemann | Martina Sáblíková  |
| 5000 m        | Joy Beune      | Irene Schouten     | Martina Sáblíková  |
| Massastart    | Irene Schouten | Ivanie Blondin     | Marijke Groenewoud |
| Teamsprint    | Canada         | Verenigde Staten   | Polen              |
| Achtervolging | Nederland      | Canada             | Japan              |

### Mannen
| Onderdeel     | Kampioen       | Tweede                   | Derde           |
| ------------- | -------------- | ------------------------ | --------------- |
| 500 m         | Jordan Stolz   | Laurent Dubreuil         | Damian Żurek    |
| 1000 m        | Jordan Stolz   | Ning Zhongyan            | Kjeld Nuis      |
| 1500 m        | Jordan Stolz   | Kjeld Nuis               | Peder Kongshaug |
| 5000 m        | Patrick Roest  | Davide Ghiotto           | Sander Eitrem   |
| 10.000 m      | Davide Ghiotto | Ted-Jan Bloemen          | Graeme Fish     |
| Massastart    | Bart Swings    | Antoine Gélinas-Beaulieu | Livio Wenger    |
| Teamsprint    | Canada         | Nederland                | Noorwegen       |
| Achtervolging | Italië         | Noorwegen                | Canada          |

### Medaillespiegel
| Plaats | Land             | Goud | Zilver | Brons | Totaal |
| 1      | Nederland        | 6    | 3      | 4     | 13     |
| 2      | Verenigde Staten | 3    | 1      | 1     | 5      |
| 3      | Canada           | 2    | 6      | 2     | 10     |
| 4      | Italië           | 2    | 1      | 0     | 3      |
| 5      | Japan            | 2    | 0      | 1     | 3      |
| 6      | België           | 1    | 0      | 0     | 1      |
| 7      | China            | 0    | 3      | 0     | 3      |
| 8      | Noorwegen        | 0    | 1      | 3     | 4      |
| 9      | Zuid-Korea       | 0    | 1      | 0     | 1      |
| 10     | Polen            | 0    | 0      | 2     | 2      |
| 10     | Tsjechië         | 0    | 0      | 2     | 2      |
| 12     | Zwitserland      | 0    | 0      | 1     | 1      |
| Totaal | Totaal           | 16   | 16     | 16    | 48     |

## Belgische en Nederlandse deelnemers

### Vrouwen
| Naam                      | 500 m     | 1000 m         | 1500 m          | 3000 m       | 5000 m  | massastart | massastart |
| ------------------------- | --------- | -------------- | --------------- | ------------ | ------- | ---------- | ---------- |
| Isabelle van Elst         |           | 1.16,22 (20)   | 1.56,96 PR (17) |              |         |            |            |
| Sandrine Tas              |           |                | 1.57,82 (22)    | 4.16,59 (20) |         | 8          | 9          |
| Fran Vanhoutte            |           |                |                 |              |         | 8          | 12         |
| Femke Kok                 | 36,83 PR  | Reserve        |                 |              |         |            |            |
| Jutta Leerdam             | 37,42 (6) | 1.13,28        |                 |              |         |            |            |
| Marrit Fledderus          | 37,61 (8) |                |                 |              |         |            |            |
| Isabel Grevelt            | Reserve   | 1.13,92 (6)    |                 |              |         |            |            |
| Antoinette Rijpma-de Jong |           | 1.13,61 PR (4) | 1.53,27 (4)     |              |         |            |            |
| Joy Beune                 |           |                | 1.52,91         | Reserve      | 6.47,72 |            |            |
| Marijke Groenewoud        |           |                | 1.54,59 (8)     | 3.59,81 (4)  |         | 1          | Brons      |
| Melissa Wijfje            |           |                | Reserve         |              |         |            |            |
| Irene Schouten            |           |                |                 | 3.57,10      | 6.48,98 | 2          | Goud       |
| Elisa Dul                 |           |                |                 | 4.06,54 (11) |         | Reserve    | Reserve    |
| Sanne in 't Hof           |           |                |                 |              | Reserve |            |            |

| Sprint | Achtervolging                                                                      |
| --- | ---------------------------------------------------------------------------------- |
| Nederland 1.26,86 (4) Marrit Fledderus Jutta Leerdam Antoinette Rijpma-de Jong Naomi Verkerk Isabel Grevelt | Nederland · 2.51,20 NR Joy Beune · Irene Schouten · Marijke Groenewoud · Elisa Dul |

### Mannen
| Naam               | 500 m      | 1000 m       | 1500 m       | 5000 m       | 10.000 m     | massastart | massastart |
| ------------------ | ---------- | ------------ | ------------ | ------------ | ------------ | ---------- | ---------- |
| Bart Swings        |            |              | WDR          | 6.15,08 (8)  | 13.07,01 (9) | 2          | Goud       |
| Mathias Vosté      |            | 1.08,11 (18) | 1.44,65 (14) |              |              |            |            |
| Jenning de Boo     | 34,57 (12) | 1.07,89 (16) |              |              |              |            |            |
| Janno Botman       | 34,62 (15) |              |              |              |              |            |            |
| Stefan Westenbroek | 34,41 (6)  |              |              |              |              |            |            |
| Merijn Scheperkamp | Reserve    |              |              |              |              |            |            |
| Tim Prins          |            | 1.07,04 (5)  | Reserve      |              |              |            |            |
| Kjeld Nuis         |            | 1.06,80      | 1.42,66      |              |              |            |            |
| Joep Wennemars     |            | Reserve      |              |              |              |            |            |
| Patrick Roest      |            |              | 1.44,59 (13) | 6.07,28      | 12.50,32 (4) |            |            |
| Wesly Dijs         |            |              | 1.44,02 (6)  |              |              |            |            |
| Chris Huizinga     |            |              |              | 6.15,04 (7)  |              | Reserve    | Reserve    |
| Marcel Bosker      |            |              |              | 6.23,87 (15) |              | 10         |            |
| Marwin Talsma      |            |              |              | Reserve      | Reserve      |            |            |
| Jorrit Bergsma     |            |              |              |              | 12.50,91 (5) |            |            |
| Bart Hoolwerf      |            |              |              |              |              | 3          | 5          |

| Sprint | Achtervolging                                                                  | Achtervolging                                                |
| --- | ------------------------------------------------------------------------------ | ------------------------------------------------------------ |
| Nederland · 1.17,17 WR Janno Botman · Jenning de Boo · Tim Prins · Stefan Westenbroek · Joep Wennemars · Wesly Dijs | Nederland 3.40,50 (5) Marcel Bosker Beau Snellink Chris Huizinga Bart Hoolwerf | België 3.40,79 NR (6) Indra Médard Jason Suttels Bart Swings |